# Ron Pinkard
Ronald F. „Ron“ Pinkard (* 22. Januar 1941 in Denver, Colorado) ist ein US-amerikanischer Schauspieler, der vor allem durch seine Rolle als Dr. Mike Morton in der Fernsehserie Notruf California bekannt wurde.

## Leben
Ron Pinkard besuchte zunächst die Manual High School und studierte später vier Jahre lang Pre-med (ein Studiengang in den USA, der auf das spätere Medizinstudium vorbereitet). Er diente als Lieutenant Commander in der United States Navy Reserve als Pilot einer A-6 Intruder.
1968 wendete sich Pinkard vollends der Schauspielerei zu und spielte in zahlreichen Folgen bekannter Fernsehserien und Spielfilmen mit, zumeist in der Rolle eines Arztes oder eines Polizisten. Seit dem 15. September 1991 ist er Vorsitzender der Denver Film Commission.

## Filmografie (Auswahl)

### Filme
- 1971: Flucht vom Planet der Affen (Escape from the Planet of the Apes)
- 1972: Eroberung vom Planet der Affen (Conquest of the Planet of the Apes)
- 1990: Feuer an Bord von Flug 1501 (Crash: The Mystery of Flight 1501)
- 1990: Jagd auf Roter Oktober (The Hunt for the Red October)
- 1990–1992: Perry Mason (Perry Mason, 3 Filme)
- 1991: Flug durch die Hölle (The Flight of the Intruder)

### Serien
- 1968–1973: Der Chef (Ironside, 6 Folgen)
- 1968–1969: Polizeibericht (Dragnet, Folge 3x03, 3x19)
- 1969–1970: F.B.I. (The F.B.I., 3 Folgen)
- 1969: Verrückter wilder Westen (Wild Wild West, Folge 4x15)
- 1969–1971: Adam-12 (Adam-12, 3 Folgen)
- 1970: Die Partridge Familie (The Partridge Family, Folge 1x10)
- 1971: The Bold Once (Folge 2x06)
- 1972: Kobra, übernehmen Sie (Mission: Impossible, Folge 7x08)
- 1972–1977: Notruf California (Emergency, 70 Folgen)
- 1973: Barnaby Jones (Folge 2x07)
- 1980–1981: The White Shadow (Folge 2x24, 3x10)
- 1982: Quincy (Quincy, M. E., Folge 8x09)
- 1982: Polizeirevier Hill Street (Hill Street Blues, Folge 3x11)
- 1983–1984: Trapper John, M.D. (4 Folgen)
- 1984: Matt Houston (Folge 2x22)
- 1986: Knight Rider (Folge 4x16)
- 1987: Die glorreichen Zwei (Houston Knights, 1x02)
- 1988: Der Hogan-Clan (The Hogan Family, Folge 4x03)
- 1989: Matlock (Folge 3x05)